# جرج واشینگتن کارور
جرج واشینگتن کارور (به انگلیسی: George Washington Carver) دانشمند، گیاه‌شناس، آموزگار، و مخترع آمریکایی بود.